# San José del Guaviare
San José del Guaviare è un comune della Colombia, capoluogo del dipartimento di Guaviare.
L'abitato venne fondato da un gruppo di coloni nel 1938, mentre l'istituzione del comune è del 7 giugno 1976.